# Murex ternispina
Espèce
Murex ternispina est une espèce de mollusques gastéropodes marins de la famille des Muricidae. Sa taille varie de 50 à 120 mm.

## Répartition et habitat
Sud de l'Inde et Philippines.

## Philatélie
Ce mollusque figure sur une émission d'Indonésie de 1969 (valeur faciale : 15 + 1,50 r) sous le nom « Murex (acurpurpura) ternispina ».

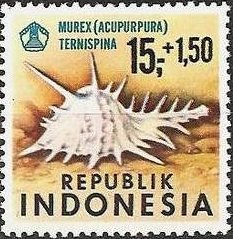
Indonésie, 1969